# Johann van Zyl
Johann van Zyl (Kaapstad, 2 februari 1991) is een Zuid-Afrikaans wielrenner die anno 2019 rijdt voor 303Project. Hij kwam eerder uit voor de Zuid-Afrikaanse Dimension Dataploeg.

## Overwinningen
2008
 Zuid-Afrikaans kampioen op de weg, Junioren
2009
 Zuid-Afrikaans kampioen tijdrijden, Junioren
1e etappe Ronde van Besaya
2010
 Zuid-Afrikaans kampioen op de weg, Beloften
2011
 Zuid-Afrikaans kampioen op de weg, Beloften
2013
5e etappe Ronde van Korea (ploegentijdrit)
4e etappe Ronde van Rwanda
2015
6e etappe Ronde van Oostenrijk

## Resultaten in voornaamste wedstrijden
| Jaar | Ronde van Italië | Ronde van Frankrijk | Ronde van Spanje |
| ---- | ---------------- | ------------------- | ---------------- |
| 2014 |                  |                     |                  |
| 2015 |                  |                     | 128e             |
| 2016 | 79e              |                     |                  |
| 2017 | 149e             |                     |                  |
| 2018 |                  |                     | 122e             |

| Jaar | Ronde van Vlaanderen | Parijs-Roubaix | Amstel Gold Race | Luik-Bast.‑Luik | Ronde van Lombardije | Waalse Pijl | Parijs-Tours |
| ---- | -------------------- | -------------- | ---------------- | --------------- | -------------------- | ----------- | ------------ |
| 2014 | opgave               |                |                  |                 |                      | opgave      |              |
| 2015 |                      |                | opgave           | opgave          |                      |             | 39e          |
| 2016 |                      |                |                  |                 |                      |             | 162e         |
| 2017 |                      |                | 121e             |                 |                      | 159e        | 147e         |
| 2018 | opgave               | 95e            | opgave           |                 | opgave               |             |              |

## Ploegen
- 2013 –  MTN-Qhubeka
- 2014 –  MTN-Qhubeka
- 2015 –  MTN-Qhubeka
- 2016 –  Team Dimension Data
- 2017 –  Team Dimension Data
- 2018 –  Team Dimension Data
- 2019 –  303Project

Ciolek · Debesay · Grmay · Janse van Rensburg · Jim · Konovalovas · Meintjes · Niyonshuti · Pardilla · Potgieter · Reguigui · Reimer · Russom · Sbaragli · Stauff · Tewelde · Thomson · van Niekerk · Venter · Wesemann · van Zyl
Augustyn · Ciolek · Debesay · Dougall · Gerdemann · Grmay · Janse van Rensburg · Jim · Konovalovas · Kudus · Meintjes · Niyonshuti · Pardilla · Potgieter · Reguigui · Reimer · Russom · Sbaragli · Stauff · Teklehaimanot · Tewelde · Thomson · van Niekerk · Venter · Wesemann · van Zyl · Hník (stagiair)
Berhane · Boasson Hagen · Bos · Brammeier · Ciolek · Cummings · Dougall · Farrar · Goss · R.Janse van Rensburg · J.Janse van Rensburg · Jim · Kudus · Meintjes · Niyonshuti · Pauwels · Reguigui · Sbaragli · Stauff · Teklehaimanot · Thomson · van Zyl · Venter · Julius (stagiair)
Antón · Berhane · Boasson Hagen · Bos · Brammeier · Cavendish · Cummings · Debesay · Dougall · Eisel · Farrar · Fraile · Haas · J.Janse van Rensburg · R.Janse van Rensburg · Jim · Kudus · Meyer · Niyonshuti · Pauwels · Reguigui · Renshaw · Sbaragli · Siwtsow · Teklehaimanot · Thomson · Venter · van Zyl · Eyob (stagiair) · Gebreigzabhier (stagiair) · Gibbons (stagiair)
Antón · Berhane · Boasson Hagen · Cavendish · Cummings · Debesay · Dougall · Eisel · Farrar · Fraile · Gibbons · Haas · J. Janse van Rensburg · R. Janse van Rensburg · King · Kudus · Morton · Niyonshuti · O'Connor · Pauwels · Reguigui · Renshaw · Sbaragli · Teklehaimanot · Thomson · Thwaites · Venter · van Zyl · Dlamini (stagiair) · Eyob (stagiair) · Gebreigzabhier (stagiair)
Antón · Berhane · Boasson Hagen · Cavendish · Cummings · Davies · Debesay · Dlamini · Dougall · Eisel · Gebreigzabhier · Gibbons · J. Janse van Rensburg · R. Janse van Rensburg · King · Kudus · Meintjes · Morton · O'Connor · Pauwels · Renshaw · Slagter · Thomson · Thwaites · Venter · Vermote · van Zyl